# (133067) 2003 FB128
(133067) 2003 FB128, também escrito como (133067) 2003 FB128, é um objeto transnetuniano (TNO) que está localizado no cinturão de Kuiper, uma região do Sistema Solar. Ele é classificado como um plutino, isso significa que este objeto, assim como Plutão, está em uma ressonância orbital de 2:3 com o planeta Netuno. O mesmo possui uma magnitude absoluta (H) de 6,8 e, tem um diâmetro com cerca de 121 km, por isso existem poucas chances que possa ser classificado como um planeta anão, devido ao seu tamanho relativamente pequeno.

## Descoberta
(133067) 2003 FB128 foi descoberto no dia 30 de março de 2003 por Marc W. Buie.

## Órbita
A órbita de (133067) 2003 FB128 tem uma excentricidade de 0.260, possui um semieixo maior de 39,409 UA e um período orbital de cerca de 247 anos. O seu periélio leva o mesmo a uma distância de 29.333 UA em relação ao Sol e seu afélio a 49,485 UA.